# Anthony Morse
Anthony Keith Morse (Lawrenceville, 13 aprile 1994) è un cestista statunitense naturalizzato italiano.